# سنترویل (ویرجینیا)
سنترویل، ویرجینیا (به انگلیسی: Centreville) یک منطقه سرشماری‌شده در ویرجینیا است که در شهرستان فرفکس، ویرجینیا واقع شده‌است.

## خصوصیات
سنترویل ۷۱٬۱۳۵ نفر جمعیت دارد و ۱۱۷ متر بالاتر از سطح دریا واقع شده‌است.